# Buków (Sulechów)
Buków (deutsch Buckow) ist ein Ort in der Stadt- und Landgemeinde Sulechów im Powiat Zielonogórski der Woiwodschaft Lebus in Polen.

## Sehenswürdigkeiten
- Das Schloss-Ensemble umfasst das Neorenaissance-Gebäude aus dem Jahr 1870. Es wurde nach 1945 als Schule genutzt und 1989 renoviert. Dazu kommen verschiedene Wirtschaftsgebäude und ein Park mit alten Pappeln, Linden und   Ahorn.

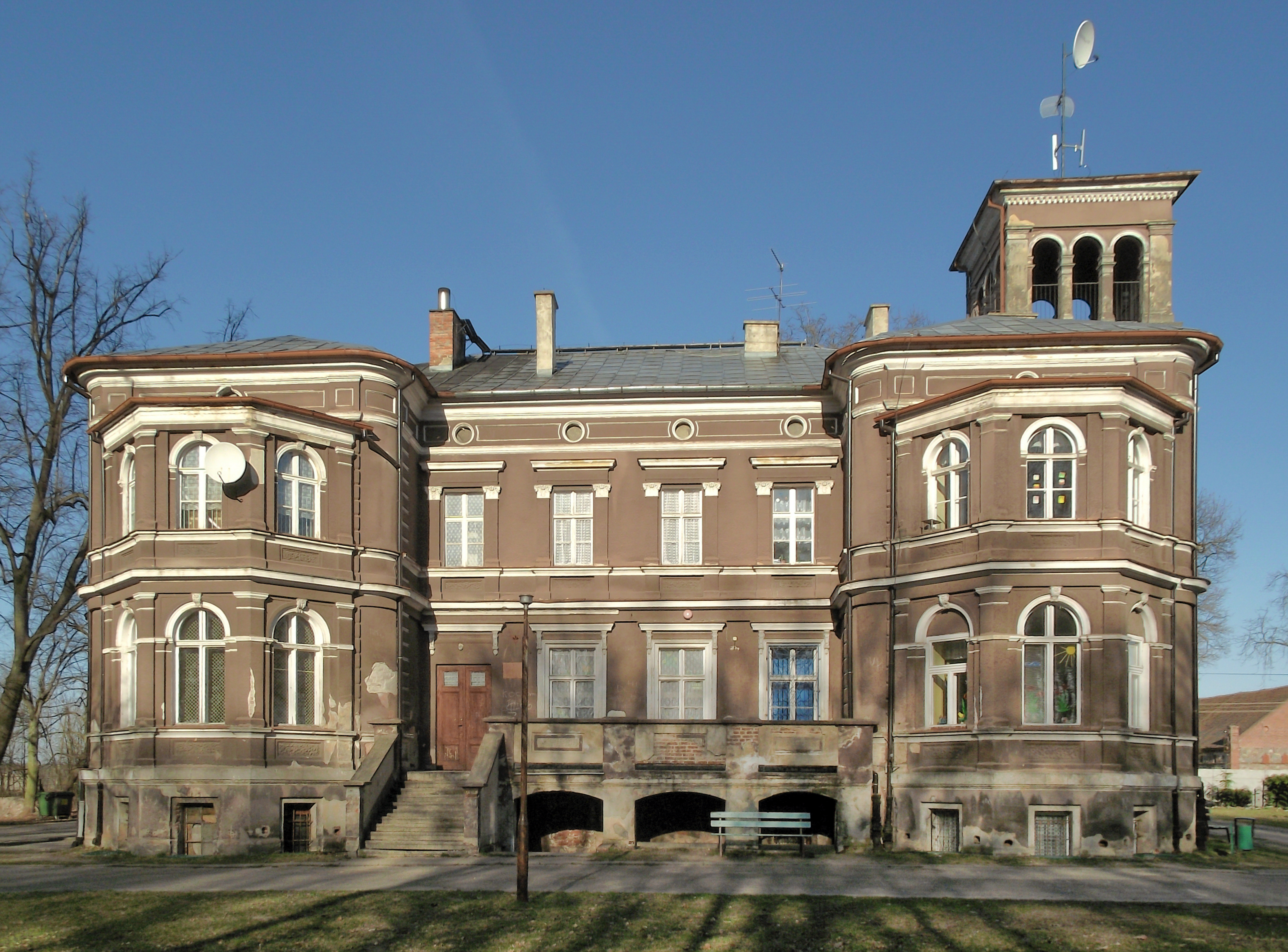
Das Schloss
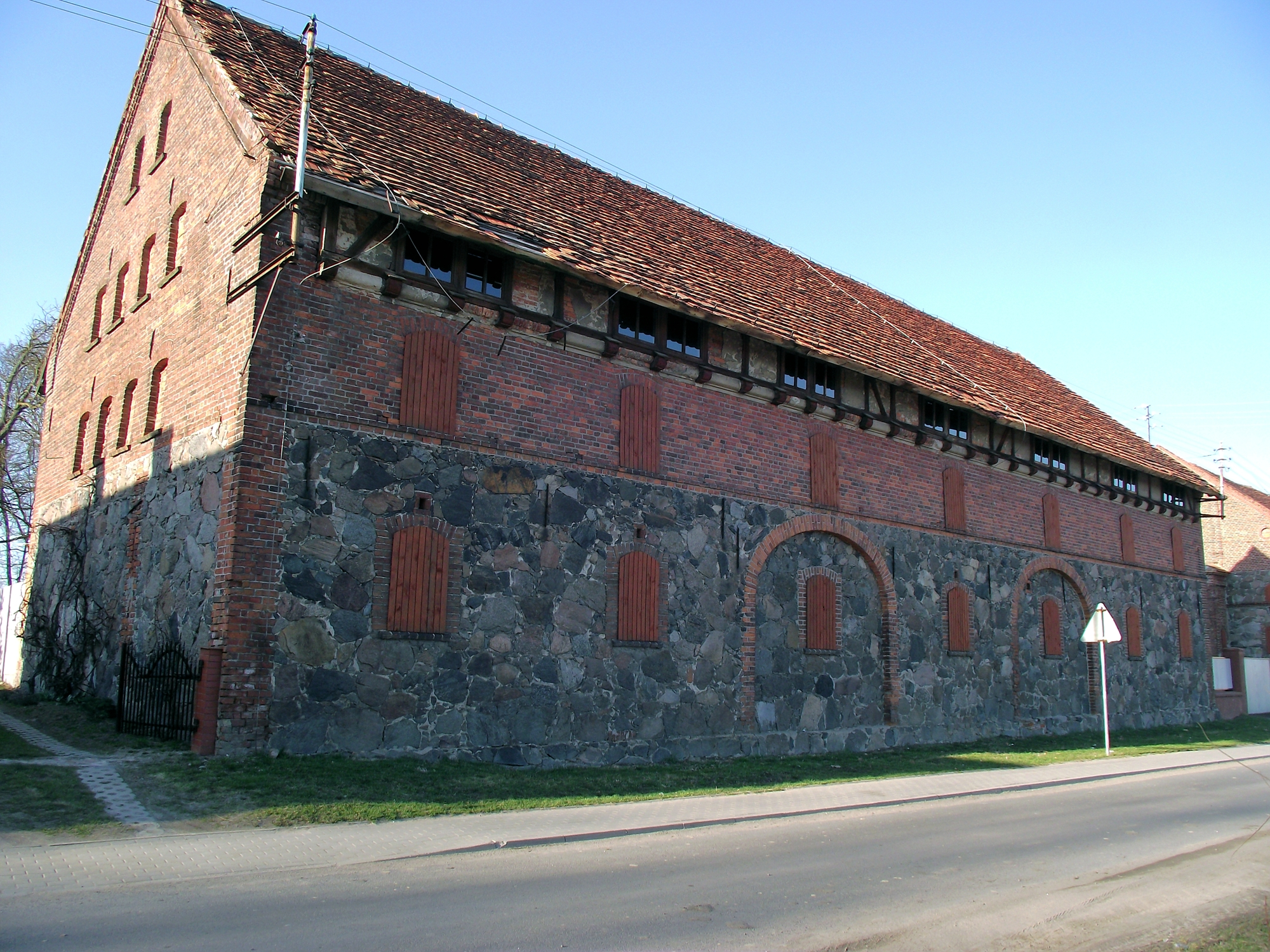
Die Scheune
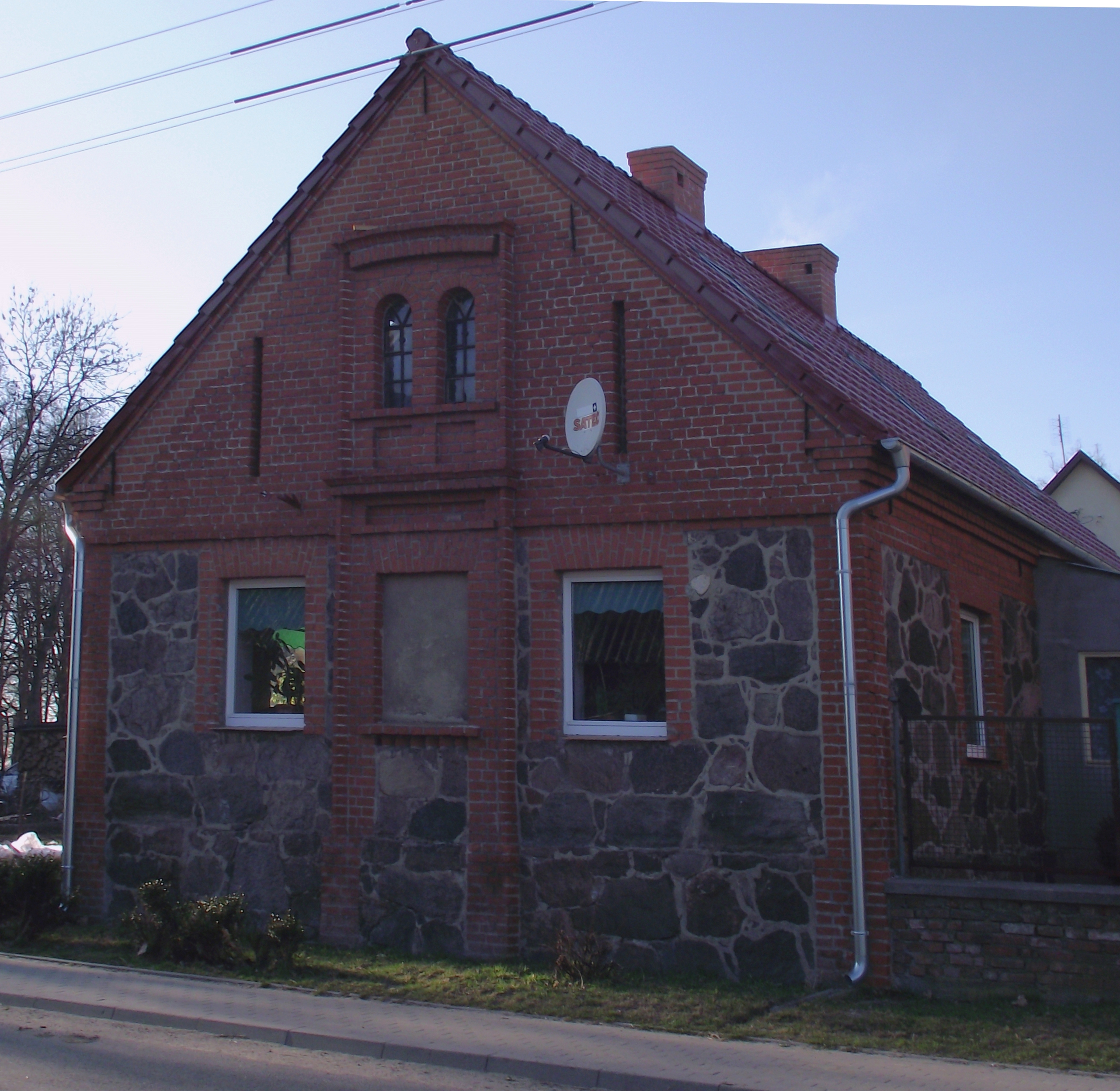
Früheres Wohnhaus für Bedienstete